# FRONT MISSION4
『FRONT MISSION4』（フロントミッション フォース）は、2003年にスクウェア・エニックスより発売されたゲームソフト。ジャンルはシミュレーションRPG。

## 概要
フロントミッションシリーズ初のPlayStation 2用ソフト。前作『3rd』発売以降、開発スタッフのファイナルファンタジーシリーズ参加等の理由によりしばらくの間、続編の開発が行われなかったが、2003年にフロントミッションプロジェクトとして再始動。その第2弾（第1弾はPlayStation版『1ST』）としてリリースされ、正史のフロントミッションシリーズでは4作目となる（『FA』を含めると5作目、更に『GH』を含めると6作目）。また、2006年に廉価版アルティメットヒッツとして再発売されている。
ゲームハードが次世代機に移行したことで容量が格段に上がり、基本的にシナリオ部分は英語フルボイスになっており、日本語字幕としている。言語切り替え機能はない。ゲーム起動時には市街戦の、NEW GAME開始時には本シナリオの起点となる基地夜襲の3DCGムービーが挿入されている。
2つのシナリオにてそれぞれ最大6人部隊だが、終盤で合流すると12人部隊となる。メンバーの入れ替えはなく、一時的に戦線を離れる程度である。
西暦2096年のヨーロッパ、南米を舞台に、エルザとダリルの二人の主人公の視点からストーリーが展開する点が特徴。キャッチコピーは「2人の主人公、2つの場所、2つの事件、2つの運命、1つの真実」。

## キャラクター

### エルザ編
エルザ・エリアーヌ
ジード・エルガー
ハーミーズ・スタージェス
ラトーナ・ラディオーナ・ヴァシレフ
ディーター・ボッシュ
ベック・カノーヴァ

### ダリル編
ダリル・トラウベル
ビリー・レンゲス
フィリップ・チェイファー
ルイス・ペレス
イネス・トーレス
カール・サモンド

### その他
ロルフ・ヴァグナー
ニクラス・グレーザー

## ゲームシステム

### 戦闘システム
リンクシステム
本作から導入された戦闘システム。従来のフロントミッションシリーズでは基本的に戦闘時は1vs1で行われていたが（例外として『3rd』ではスキルとして援護射撃等が存在していたが、あくまで偶発的なものだった）、本作ではパイロットセットアップ時にあらかじめ他のパイロットとリンクさせておくことで最大4対4の乱戦が可能となった。
リンクには攻撃リンクと防御リンクの二つがあり、例えばパイロットAがパイロットBを攻撃リンクに設定しておくとパイロットAの攻撃時にパイロットBがサポートを行う。またパイロットAがパイロットBを防御リンクに設定しておくとパイロットAが攻撃されたときにパイロットBがサポートとして反撃を行う。
バックパック
本作のバックパックは、従来作に比べその用途が多様化され、装備ユニットの役割を明確に差別化させるものとなっている。
バックパックには、回復アイテムや補給用の弾丸などを所持出来る「アイテム」、ヴァンツァー全体の出力を上げる「ターボ」、パーツ修復および回復等をする「リペア」、電子攻撃などで対象相手にステータス障害を起こすことができる「EMP」、ミサイルを誘導してくれる「センサー」、上空からのアイテム補給や上空からの爆撃支援を行える「ラジオ」、通常では移動不可である段差を越えることができる「ジェット」の7種類がある。
武器の仕様変更点
『2』で存在したハンドウェポンの弾数制が再実装された。
戦闘マップの変更点
本作のフィールドマップは時間経過により昼夜の変化や天候変化する仕様となっている。視界が遮られる状況下においては武器の命中率が下がったり、射程が下がる現象が起こる。

### パイロットセットアップ
パイロットセットアップでは、個々のパイロットを成長させることが可能である。バトルステージでの行動により取得できるEPを消費することでスキルやアビリティを修得できる。またコンピューターショップを利用することで覚えられるスキルやアビリティを増やすことが可能で、本来格闘に適したパイロットに遠距離攻撃のスキルを覚えさせることができるなど、従来作と比較して育成自由度は高いものとなっている。

## ストーリー
2096年、E.C.ドイツ軍の基地が襲撃されたことを発端とし、E.C.とUSNの全面戦争の危機にまで発展。一方、同時期にU.S.N.ベネズエラ州が独立宣言をし、中央政府は鎮圧部隊を派遣。紛争へと突入する。一見、無関係とも取れる二つの事件が、実は同じ陰謀から引き起こされたものであった。
エルザによる欧州編とダリルによる南米編が交互に進む構成となっているが、リンクは少ない。

### E.C.での経過
E.C.ドイツ軍基地襲撃
E.C.ドイツ国内のドイツ軍基地5ヶ所が謎のWAP部隊によって襲撃され、壊滅的打撃を受けた。実行部隊は大規模であるものの、事件後は跡形もなく姿を消すという不可解な事態からE.C.議会は事件の調査チームを結成。チームの主軸を被害者であるドイツ軍としつつも、イギリス政府の後押しにより陸上新戦術研究機関“デュランダル”を投入する。
デュランダルは独自の調査の結果、襲撃したWAPの残骸からドミトーリ公社製のWAPと判断。同社はザーフトラ共和国外へのWAP輸出を行っていないことから、一連の犯行がザーフトラ軍によって起こされた可能性が高いとドイツ軍に報告した。しかし、調査チームの責任者であるドイツ軍ニクラス・グレーザー准将はこの報告を歪曲し、USN軍による犯行であると公表。U.S.N.政府は事実無根と主張し、両国の関係は一気に緊張が高まった。
ポーランド新資源地帯襲撃
デュランダルは破壊されたドイツ軍基地の位置から、襲撃部隊の次の目標をポーランド新資源採掘地帯と断定。ポーランド軍と協力して採掘施設の防衛を行うが、襲撃部隊のロケットブースターを使用した強襲によって防衛虚しく施設は半壊。新資源地帯は約2年の操業停止をせざるを得なくなった。
ドイツ政府はデュランダルがドイツ軍を襲撃部隊の共犯と疑い、協調体制を取らなかったことと、その後の襲撃部隊への追撃においてドイツ国内に無許可で侵入し、ドイツ軍ブラウネーベル隊と交戦したことをE.C.議会で激しく非難。議会側もデュランダルは確固たる証拠を何一つ得ていないことから、デュランダルの無期限活動停止を言い渡した。
マデイラ交戦
U.S.N.政府はE.C.側がなおもU.S.N.犯行説を主張していることから、U.S.N.海軍を大西洋に展開。E.C.軍側もイベリアメガフロート基地から牽制していたが、同基地に派遣されたブラウネーベル隊が突如暴走。基地を破壊し、さらにU.S.N.艦隊に巡航ミサイルによる攻撃を行った。これによりU.S.N.軍は報復としてマデイラ島へ侵攻、島を制圧した。
一方、無期限活動停止となった後も極秘裏に調査を行っていたデュランダルは、混乱するE.C.軍の司令系統の中、イギリス軍特殊部隊を装いマデイラ島に渡る。島のE.C.軍残存勢力と民間人を撤退させた後、U.S.N.海軍マドックス司令に直接交信を試みる。一連の事件のザーフトラ軍犯行説を訴え、その証拠として独自のルート（後述）で手に入れたザーフトラ軍の行軍記録を提出した。ザーフトラ軍はこれらの交信の妨害を行うが、デュランダルはこれを排除。U.S.N.側は証拠の調査をFIAに依頼。その結果、証拠の信憑性が高いとしてE.C.への侵攻を停止。全面戦争の危機は寸前で回避された。
終結
E.C.内でもザーフトラ軍犯行説が優勢となる中、イギリス政府はドイツとザーフトラ軍の結託を示す確固たる証拠を得るため、資源密輸の疑いのあるザーフトラ資源ターミナルにイギリス軍空挺部隊とデュランダルを進軍させる。抵抗するザーフトラ軍を排除し、資源ターミナルを制圧。ドイツ企業との密輸を示す記録と、現場でザーフトラ軍を指揮していたグレーザー准将を確保した。これにより一連の襲撃事件はザーフトラ共和国がE.C.内に資源危機を引き起こし、滞っていたE.C.への自国資源輸出を再開させる狙いがあったと結論付けられ、裏で指揮をしていたドイツ軍にも疑いの目が向けられた。
その後、以前入手した行軍記録にE.C.議会場を強襲する計画があることを知ったデュランダルはE.C.議会場のあるパリへと急行。途中で抵抗するブラウネーベル隊を排除し、南米ベネズエラ方面から空挺をかけたザーフトラ軍と交戦。これを殲滅し、一連の事件は終結した。

### U.S.N.での経過
ベネズエラにて任務をサボタージュしていたダリル達は偶然、飛行機事故を目撃する。飛行機の積荷から大量の金塊を発見したダリル達はそれを盗み億万長者になろうと企むも、それを期に謎の部隊に追われることとなる。その道中、
偶然助けたルイスが率いるゲリラ「公正ベネズエラ」に金塊のことは隠し協力することとなる。貧困を脱するために戦う彼等と共に過ごすうちにしだいにダリルの中の忘れかけていた熱い闘志が目覚めていく。

## 制作スタッフ
- プロデューサー/ディレクター： 土田俊郎
- キャラクターデザイン： 直良有祐
- シナリオ/スクリプト： 岩崎秀雄
- 音楽： 岩崎英則

## 関連商品
- 小説『GAME NOVELS フロントミッション4 I』（著：秋津透、画：直良有祐） ISBN 4-7575-1289-9
- 小説『GAME NOVELS フロントミッション4 II』（著：秋津透、画：直良有祐） ISBN 4-7575-1290-2
- 攻略本『フロントミッション フォース オフィシャルパーフェクトガイド』 ISBN 4-7577-1782-2
- 攻略本『フロントミッション フォース 公式ガイドブック コンプリートエディション』 ISBN 4-7575-1118-3
- 攻略本『フロントミッション フォース 公式ガイドブック ファーストエディション』 ISBN 4-7575-1098-5
- CD『フロントミッションフォース プラス ザ・ファースト　オリジナル・サウンドトラック』 （SQEX-10021～10024）